# Экмечич, Милорад
Милорад Экмечич (серб. Милорад Екмечић; 4 октября 1928, Пребиловци — 29 августа 2015, Белград) — югославский и сербский историк, академик Сербской академии наук и искусств и Академии наук и искусств Республики Сербской, член Сената Республики Сербской. Признанный специалист по истории сербской государственности.

## Биография
Милорад Экмечич родился 4 октября 1928 года в Пребиловцах в Королевстве Сербов, Хорватов и Словенцев. Его родителями были Илия и Кристина Экмечичи. Основную школу окончил в Чаплине, гимназию — в Мостаре. Во время оккупации Югославии находился в Чаплине, а с 1943 года в Пребиловцах, освобожденных партизанами. В октябре 1944 присоединился к партизанскому движению, участником которого был вплоть до конца Второй мировой войны. В 1952 году окончил исторический факультет Загребского университета. Тогда же получил должность ассистента при Философском факультете в Сараеве. В 1958 году защитил докторскую диссертацию по теме «Восстание в Боснии 1875—1878 гг.». Продолжал преподавать в Сараеве вплоть до начала распада Югославии.
С началом войны в Боснии и Герцеговине Экмечич вместе с семьей был схвачен членами мусульманского паравоенного формирования «Зеленые береты». Спустя некоторое время был помещен под домашний арест, откуда смог бежать на территорию Республики Сербской. С 1 июля и до ухода на пенсию 1 октября 1994 года преподавал на Философском факультете в Белграде. 
В 1973 году Экмечич был избран членом-корреспондентом, а в 1981 году — действительным членом Академии наук и искусств Боснии и Герцеговины. 16 ноября 1978 года стал членом Сербской академии наук и искусств. В 1993 году стал членом-корреспондентом Черногорской академии наук и искусств, а в 1996 году — членом Академии наук и искусств Республики Сербской. В 2009 году был избран в Сенат Республики Сербской. Его имя носит историческое общество в Республике Сербской.
Скончался в Белграде 29 августа 2015 года.